# شیپورزن بال‌سفید
شیپورزن بال‌سفید (نام علمی: Psophia leucoptera)، که همچنین به عنوان شیپورزن بال‌کم‌رنگ شناخته می‌شود، گونه‌ای از پرندگان خانواده شیپورزنان است، در جنگل‌های بارانی جنوب غربی آمازون برزیل، شمال بولیوی و شرق پرو یافت می‌شود.
ندای آنها یک بوق بلند استاکاتو است.